# Система относительного большинства с одним победителем
Система относительного большинства с одним победителем (англ. first past the post) — разновидность мажоритарной избирательной системы, при которой для победы достаточно получить больше голосов, чем каждый из соперников по отдельности.
Используется главным образом для выборов депутатов нижних палат парламентов в Великобритании, странах Вестминстерской системы (в том числе Канада и Австралия), других бывших британских колониях (в частности, Индии) и некоторых других странах, при выборах губернаторов штатов и депутатов обеих палат Конгресса в США (за рядом исключений), части депутатов нижней или единственной палаты в Венгрии, Венесуэле, Мексике, России, Таиланде, Южной Корее, Японии. В редких случаях (Азербайджан, Босния и Герцеговина, Венесуэла, Мексика, Туркменистан, ЦАР, Южная Корея) используется и на президентских выборах. В России по системе относительного большинства избираются также многие мэры городов и главы муниципальных образований.
Достоинством этой системы служит финансовая экономия из-за отсутствия второго тура выборов и возможность поддержки избирателем наиболее приемлемого для него кандидата (что невозможно во втором туре). В то же время эта система наиболее удобна для стран с устойчивой партийной системой и малым количеством политических партий, поскольку при значительном количестве кандидатов победитель может лишь незначительно опередить ближайших соперников и, во всяком случае, не представляет интересов большинства избирателей.